# Convenção Nacional do Partido Democrata de 2024
A Convenção Nacional Democrata de 2024 foi uma convenção de nomeação presidencial na qual os delegados do Partido Democrata dos Estados Unidos votaram em sua plataforma partidária e relataram cerimonialmente seu voto para nomear a Vice-Presidente Kamala Harris como candidata à presidência e seu companheiro de chapa escolhido, o governador de Minnesota Tim Walz, como candidato a vice-presidente na eleição presidencial de 2024. Foi realizada de 19 a 22 de agosto de 2024, no United Center em Chicago, capital do estado do Illinois. Os delegados nomearam virtualmente Harris e Walz na primeira semana de agosto. Harris é a primeira mulher negra e a primeira mulher sul-asiática a ser nomeada candidata à presidência por um grande partido político nos Estados Unidos, e a primeira candidata presidencial democrata vinda do oeste dos Estados Unidos.
No dia12 de março, o presidente em exercício Joe Biden tornou-se o candidato presuntivo, enfrentando o que um repórter da NBC chamou de "oposição simbólica" durante as primárias. Conflitos com os prazos das cédulas levaram o Comitê Nacional Democrata a votar em 20 de junho para permitir uma votação antecipada online de nomeação. Após seu desempenho no debate de 27 de junho organizado pela CNN e sua decisão de 21 de julho de retirar sua candidatura, Biden endossou Harris. Com os outros candidatos presidenciais mais viáveis apoiando Harris, ela conseguiu o apoio de delegados suficientes na convenção para se tornar a nova candidata presuntiva no dia seguinte, e Harris foi a única candidata com apoio de delegados suficientes para estar na cédula. As circunstâncias atípicas foram descritas pelo The New York Times como o início de uma campanha "diferente de qualquer outra nos tempos modernos". Ao longo da quarta e última noite, Beyoncé e outros artistas foram fortemente rumores de fazer uma aparição não anunciada, levando a especulações nas redes sociais que, por fim, não se concretizaram. Alguns delegados, após a convenção, disseram ter testado positivo para COVID-19 devido ao grande número de pessoas presentes.

## Escolha da sede
Em meio à redução do tamanho da convenção do partido Democrata de 2020 [en], realizada em várias partes dos Estados Unidos, incluindo sua principal cidade anfitriã, Milwaukee, no interior do estado de Wisconsin, em um formato virtual afetado pela pandemia da COVID-19, houve uma discussão entre alguns membros sobre a pressão da cidade para receber a convenção de 2024 como consolo. Especulou-se que, devido às circunstâncias que cercaram a redução do tamanho da convenção de 2020, Milwaukee seria a primeira colocada para sediar a convenção, em sua próxima realização pelo Partido Democrata. O prefeito de Milwaukee, Tom Barrett, estava aberto à possibilidade de a cidade sediar uma convenção seja ela democrata ou republicana em 2024.
Em julho de 2021, o presidente do Comitê Nacional Democrata, Jaime Harrison, enviou cartas a mais de vinte cidades convidando-as a se candidatarem para sediar a convenção. Desde pelo menos 2019, as autoridades de Columbus, Ohio, vinham discutido a possibilidade de sediar a convenção democrata ou republicana em 2024.
Depois de ser uma das cerca de vinte cidades que Harrison convidou para apresentear uma proposta, Barrett escreveu a Harrison uma carta indicando o interesse da cidade em sediar a convenção do partido em 2024. Milwaukee também estava concorrendo para sediar a Convenção Nacional Republicana de 2024.
Nashville, capital do estado do Tennessee, candidatou-se para sediar a Convenção Democrata e para sediar a Convenção Nacional Republicana.
membros da alta cúpula do Partido Democrata de Illinois, incluindo o governador J. B. Pritzker [en], a senadora Tammy Duckworth e a prefeita Lori Lightfoot, lançaram uma campanha para sediar a convenção em Chicago. Chicago sediou o maior número de convenções de nomeação presidencial dos principais partidos do que qualquer outra cidade (14 republicanas e 11 democratas). A Convenção Nacional Democrata de 1968 foi marcada pela violência entre manifestantes contra a guerra e o Departamento de Polícia de Chicago. Em 1996, a cidade viu até então sua convenção mais recente [en], com a aprovação de Bill Clinton e Al Gore. Em 3 de maio de 2022, Chicago lançou um site para promover a cidade como possível anfitriã da convenção. As instalações em Chicago mencionadas como possíveis locais principais incluíam o United Center, a Wintrust Arena [en] e o Navy Pier.
Em maio de 2022, Atlanta e Nova Iorque também anunciaram propostas para sediarem a convenção. Até então, não se esperava que Nova Iorque fizesse uma oferta.

### Oficialização

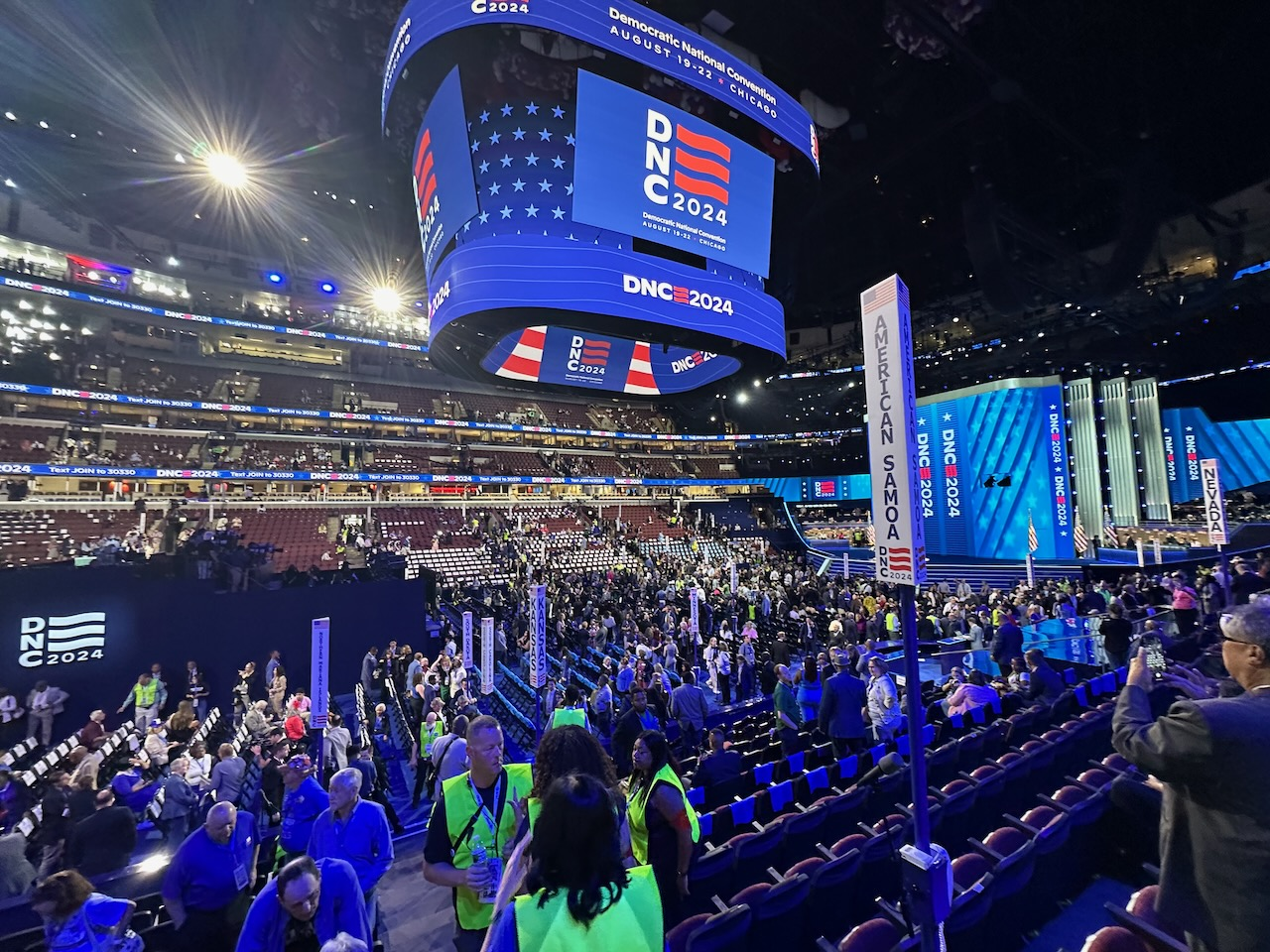
Interior do United Center durante a Convenção Nacional Democrata de 2024.

Atlanta, Chicago, Houston e Nova Iorque enviaram suas propostas até o prazo final de 28 de maio de 2022. Em janeiro de 2023, as autoridades do Comitê Nacional Democrata confirmaram que as cidades finalistas seriam Atlanta, Chicago e Nova Iorque.
No início do processo de candidatura de Chicago, além de propor o United Center como local principal e o McCormick Place como possível local para convenções secundárias, o Museum Campus [en], o  Navy Pier e a Wintrust Arena [en] também foram apresentados como instalações que poderiam ser usadas para convenções secundárias.  A candidatura de Chicago foi defendida principalmente pelo governador de Illinois, J. B. Pritzker, e pela prefeita de Chicago, Lori Lightfoot. 
Os apoiadores da candidatura elogiaram os grandes aeroportos da cidade, as atrações culturais e a localização central dos locais da convenção e dos hotéis onde os delegados e outros visitantes se hospedariam. Os militantes argumentaram que a localização de Chicago no Meio-oeste seria sensata, dada a grande importância para os democratas dos estados vizinhos da “Muralha Azul” de Wisconsin e Michigan.
Os líderes do Partido Democrata em outros estados do Meio-oeste estadunidense apoiaram a candidatura de Chicago. Também destacaram o fato de que os hotéis da cidade geralmente empregam trabalhadores sindicalizados. O governador Pritzker, um bilionário que contribuiu com grandes somas para a organização da arrecadação de fundos para o esforço de Chicago ser sede, prometeu ao Partido Democrata que o próprio partido não incorreria em nenhuma perda financeira com a organização da convenção. Os demais candidatos a prefeito no segundo turno da Eleição para prefeito de Chicago em 2023 [en], Brandon Johnson [en] e Paul Vallas [en], prometeram apoiar o esforço da cidade para sediar a convenção. Brandon venceu a eleição municipal.
Os partidários da candidatura de Atlanta argumentaram que uma convenção em sua cidade poderia ajudar os democratas a fazer incursões políticas no Sul, destacando a história da cidade no ativismo pelos direitos civis e a recente ascensão de seu estado em 2020 para se tornar um estado decisivo nas eleições presidenciais e para o Senado dos Estados Unidos. Esses pontos foram rebatidos pelos apoiadores de Nova Iorque e Chicago, que criticaram a falta de hotéis sindicalizados na cidade e a lei estadual Right to Work como discordantes da aliança do partido com os trabalhadores organizados
Em 11 de abril de 2023, foi anunciado que Chicago havia sido escolhida como o local da convenção, com o United Center servindo como o local principal e o McCormick Place como uma instalação secundária usada para várias atividades da convenção no início do dia. Chicago e a cidade anfitriã da Convenção Nacional Republicana anteriormente selecionada, Milwaukee, ficam a aproximadamente 140 quilômetros de distância, na costa do Lago Michigan. Desde o ano de 1972, quando as duas convenções compartilharam a mesma cidade sede pela última vez, os locais das principais convenções partidárias não ficavam tão próximos.
Desde a eleição presidencial de 2004, nenhum partido optou por realizar sua convenção em um estado que não seja de oscilação, embora Chicago esteja a poucas horas de carro dos estados de oscilação de Wisconsin e Michigan.
| Cidade      | Estado      | Status        | Local(is) proposto(s)                                                               | Convenções anteriores de partidos importantes realizadas na cidade |
| ----------- | ----------- | ------------- | ----------------------------------------------------------------------------------- | --- |
| Chicago     | Illinois    | Vencedora     | United Center (local principal) McCormick Place (local secundário)                  | Democrata: 1864, 1884, 1892, 1896, 1932, 1940, 1944, 1952, 1956, 1968, 1996 Republicano: 1860, 1868, 1880, 1884, 1888, 1904, 1908, 1912, 1916, 1920, 1932, 1944, 1952, 1960 Progressista: 1912, 1916 |
| Atlanta     | Geórgia     | Finalista     | State Farm Arena (local principal) Georgia World Congress Center (local secundário) | Democrata: 1988 |
| Nova Iorque | Nova Iorque | Finalista     | Madison Square Garden (local principal) Centro Javits [en] (local secundário)       | Democrata: 1868, 1924, 1976, 1980, 1992 Republicano: 2004 |
| Houston     | Texas       | Não finalista |                                                                                     | Democrata: 1928 Republicano: 1992 |

## Logística
A convenção foi realizada entre os dias de 19 a 22 de agosto de 2024. O United Center, anteriormente o local da Convenção Nacional Democrata de 1996, foi o local principal da convenção. O McCormick Place sediou as atividades secundárias da convenção. Participaram do evento entre 5 a 7 mil delegados. Cerca de trinta hotéis da cidade ofereceram hospedagem aos delegados da convenção. Esperava-se que a convenção trouxesse um total de 50.000 visitantes a Chicago.
Havia três fontes de financiamento para a convenção. O comitê de candidatura prometeu que o comitê anfitrião arrecadaria mais de 84 milhões de dólares. Por meio da 2024 Democratic National Convention Committee Inc., o dinheiro foi arrecadado de acordo com os regulamentos da Comissão Eleitoral Federal dos Estados Unidos [en]. Além disso, foram recebidos 50 milhões de dólares em fundos federais para custos de segurança, como tem sido o caso em todas as principais convenções partidárias desde o ano de 2004. O Congresso foi instado a aumentar esse valor para 75 milhões de dólares. O Comitê Nacional Democrata também solicitou que as cidades participantes concordassem em abrir uma linha de crédito de 30 milhões de dólares, o que Chicago concordou em fazer.

### Liderança da convenção
Em 8 de agosto de 2023, a liderança da convenção foi anunciada. Minyon Moore [en] foi nomeado presidente da convenção. Alex Hornbrook foi nomeado diretor executivo e Louisa Terrell [en] foi nomeada consultora sênior. Em sua função de conselheiro sênior da arrecadação da campanha de Joe Biden em 2020, Roger Lau [en], recebeu uma função ampliada para prestar consultoria à liderança da convenção.

### Segurança
50 milhões de dólares em financiamento federal foram fornecidos para gastos com segurança. Como uma convenção de nomeação presidencial de um grande partido, a Convenção Nacional Democrata  de 2024 foi designada como um Evento Nacional de Segurança [en]. Foi o segundo evento desse tipo realizado em Chicago a receber essa designação, sendo que o primeiro foi a Cimeira de Chicago de 2012 [en]. Em junho de 2023, o Serviço Secreto dos Estados Unidos começou a colaborar nos preparativos para a convenção com o Departamento de Polícia de Chicago e outros departamentos de polícia que estarão envolvidos na segurança da convenção.
Protestos e manifestações [en] relacionados ao apoio do governo dos EUA a Israel [en] sua invasão a Gaza [en] surgiram durante a realização da convenção. Na preparação para o evento, os líderes do partido demonstraram confiança na polícia de Chicago e nas autoridades federais para gerenciar os manifestantes, usando métodos como a definição de parâmetros para a realização de manifestações, bem como o início de prisões em massa [en] em casos de violação dessas normas. Em abril de 2024, os organizadores esperavam até 30.000 manifestantes em Chicago durante a convenção. Os comentaristas políticos fizeram comparações entre a convenção de 2024 e a convenção de 1968, também realizada em Chicago, na qual os protestos contrários à Guerra do Vietnã [en] tornaram-se violentos quando a cidade utilizou níveis extremos de brutalidade policial para reprimir os manifestantes.
Em maio de 2024, a Politico informou que os líderes do partido estavam considerando limitar as reuniões presenciais no United Center apenas para as sessões em horário nobre, a fim de reduzir a possibilidade de interrupções. Isso incluiria a realização de negócios oficiais no McCormick Place (e a possibilidade de a certificação formal ocorrer antes da convenção, devido a conflitos com os prazos em Ohio) e a manutenção de elementos da convenção de 2020 (incluindo um foco em segmentos pré-gravados, como a votação virtual).
Após a tentativa de assassinato de Donald Trump em 13 de julho, o Serviço Secreto garantiu a segurança do United Center e da área imediata ao redor, enquanto o Departamento de Polícia de Chicago garantiu a segurança de tudo fora do perímetro interno, com ambas as agências assegurando os telhados de todos os edifícios que poderiam ter uma linha de visão para o United Center.
No dia 12 de agosto, a primeira rodada de restrições de estacionamento entrou em vigor para a Convenção Nacional Democrata (DNC) em Chicago. Alguns residentes, como os moradores de um complexo de apartamentos para idosos próximo aos principais locais da convenção, ficaram confusos e frustrados com as novas restrições de zonas de estacionamento proibido fora do perímetro da DNC em Chicago. Entre as reclamações relataram que sinais de proibição de estacionamento começaram a aparecer em suas ruas, apesar de estarem fora das zonas sem carros da convenção. Os moradores consideraram uma surpresa desagradável perder o estacionamento nas ruas, o que, segundo eles, interferia em suas vidas cotidianas.
Organizações como Samidoun, Code Pink [en], a A.N.S.W.E.R. [en] e muitas outras manifestaram-se na convenção.

## Adoção da votação virtual antecipada de nomeação
Por tradição, como o Partido Democrata ocupava a Casa Branca, sua convenção foi agendada para ocorrer após a Convenção Nacional Republicana de 2024, começando em 19 de agosto. Em abril, autoridades de Ohio alertaram a campanha de Biden que não prorrogariam o prazo de 7 de agosto de Ohio para se qualificar na cédula, como havia sido feito em 2012 e 2020. No dia 28 de maio, o Comitê Nacional Democrata propôs uma votação de nomeação remota antecipada, mas seu Comitê de Regras e Estatutos precisava votar para alterar a Convocação de uma reunião, e o pleno do Comitê Nacional Democrata precisaria votar para adotar a emenda. Em 2 de junho, Ohio aprovou uma lei que adiava o prazo, mas como a lei entraria em vigor no final de agosto, o DNC continuaria com uma votação virtual para evitar litígios com os republicanos. Em 4 de junho, o Comitê de Regras e Estatutos votou para alterar a convocação, permitindo que o Comitê da Convenção Democrata antecipasse as datas e permitisse que as comissões da convenção adotassem as regras permanentes e a lista permanente de delegados para a votação antecipada.
Após o desempenho de Biden no debate presidencial de junho de 2024, alguns democratas da Câmara circularam uma carta em 16 de julho propondo que a "votação virtual" fosse cancelada, temendo que ocorresse na semana seguinte. Em 17 de julho, o DNC decidiu que a votação virtual não deveria ocorrer antes de 1º de agosto, após preocupações do líder da minoria na Câmara, Hakeem Jeffries, e do líder da maioria no Senado, Chuck Schumer. Em 19 de julho, o Comitê de Regras da Convenção se reuniu para deliberar, mas entrou em recesso sem adotar regras. Após a desistência de Joe Biden da eleição presidencial dos Estados Unidos de 2024 em 21 de julho, ele endossou Harris, que afirmou preferir um processo regular em vez de uma votação virtual. Em 22 de julho, o DNC apresentou um plano para confirmar uma votação de nomeação virtual na primeira semana de agosto. Em 24 de julho, o Comitê de Regras da Convenção aprovou o esboço das regras para a votação virtual antecipada por 157 votos a 3.

## Redes sociais
Para além dos jornalistas tradicionais, o Comitê Nacional Democrata recrutou criadores de conteúdos, com grandes seguidores em redes sociais como YouTube, no Instagram e em outras plataformas, e deu-lhes acesso a um espaço para os meios de comunicação social na convenção.

## Campanha abreviada
Em 21 de julho, o presidente Joe Biden, presumível candidato, anunciou que não tentaria a reeleição. Nesse mesmo dia, ele endossou a Vice-Presidente Kamala Harris como candidata democrata. A desistência de Biden liberou os delegados do DNC vinculados a ele da promessa de votar em sua indicação. Algumas horas após o anúncio de Biden, Harris anunciou sua candidatura à indicação democrata. A campanha de Biden mudou oficialmente seu nome para Harris for President e registrou Harris oficialmente como sua candidata presidencial. As principais vozes progressistas rapidamente se uniram a Harris, com as deputadas, Cori Bush, Ilhan Omar, Alexandria Ocasio-Cortez e Ayanna Pressley, e Indivisible a endossaram.
No dia seguinte, Harris conseguiu o apoio provisório de muito mais do que a maioria dos delegados da convenção necessários para vencer a próxima votação e se tornar a indicada do partido para presidente.  Em 23 de julho, líderes do partido, como a ex-presidente da Câmara dos Deputados, Nancy Pelosi, o líder da minoria na Câmara, Hakeem Jeffries, e o líder da maioria no Senado, Chuck Schumer, uniram-se em torno da candidatura de Harris, inclusive aqueles mencionados como os outros candidatos mais viáveis, como a governadora de Michigan, Gretchen Whitmer, e o governador da Califórnia, Gavin Newsom.
Marianne Williamson inicialmente pediu uma convenção aberta, mas acabou se recusando a se candidatar antes do prazo final. No dia da retirada de Biden, o senador estadunidense Joe Manchin, que deixou o Partido Democrata em maio de 2024, estava considerando uma candidatura presidencial contra Harris na convenção, embora, no dia seguinte, ele tenha descartado essa possibilidade. O congressista  Dean Phillips propôs uma pesquisa de opinião entre os delegados antes da Convenção Nacional Democrata para determinar os quatro principais candidatos presidenciais do partido, que então participariam de quatro prefeituras apresentando suas plataformas. Após as prefeituras, Phillips propôs que os delegados votassem para escolher o candidato. Em 24 de julho, Jason Palmer liberou seus delegados e os incentivou a votar em Harris na convenção.
Os candidatos deveriam ser formalmente indicados a partir de 25 de julho até às 18h (EDT) de 27 de julho. Para se qualificarem, os candidatos precisavam obter o apoio de pelo menos 300 delegados, com no máximo 50 delegados de qualquer estado, até às 18h (EDT) de 30 de julho. Os delegados poderiam votar em qualquer candidato, mas votos para candidatos que não fossem democratas seriam contabilizados como "presentes". Pedidos formais para indicar Harris e outros candidatos (incluindo Ralph Hoffman, Gibran Nicholas e Robby Wells [en]) foram feitos antes do prazo de 27 de julho, mas apenas Harris ultrapassou o limiar de 300 delegados, obtendo o apoio de 3.923 delegados. Também havia a opção de abstenção na votação para o indicado presidencial do Comitê Nacional Democrata, escolhida pela congressista do Alasca Mary Peltola [en], pelo congressista do estado do Maine Jared Golden [en], e pelo senador de Montana Jon Tester. No total, 79 delegados não votaram na votação virtual do DNC.
A nomeação virtual ocorreu de 1º de agosto a 5 de agosto. Os delegados votaram de maneira remota, por meio de um sistema seguro de e-mail ou por telefone. Em 4 de agosto, vinte e nove delegados não comprometidos de oito estados participaram de uma votação virtual onde votaram em vítimas palestinas em vez de Harris. Em 2 de agosto, Harris obteve a maioria dos votos dos delegados e se tornou a candidata oficial quando a votação foi encerrada em 5 de agosto.

## Apoio dos delegados por candidatos
| Candidato                                 | Delegados comprometidos |
| ----------------------------------------- | ----------------------- |
| Joe Biden (retirado)                      | 3.905                   |
| Não comprometido                          | 37                      |
| Dean Phillips (retirado)                  | 4                       |
| Jason Palmer (retirado)                   | 3                       |
| Total de votos de delegados comprometidos | 3.949                   |

| Candidato                                 | Resultados finais |
| ----------------------------------------- | ----------------- |
| Kamala Harris                             | 4.567             |
| Presente                                  | 52                |
| Joe Biden (retirado)                      | 0                 |
| Dean Phillips (retirado)                  | 0                 |
| Jason Palmer (retirado)                   | 0                 |
| Total de votos de delegados comprometidos | 4.619             |
| Abstenção                                 | 79                |

## Nomeação do vice-presidente
Diversos candidatos foram especulados para o cargo. Entre os nomes incluíam os governadores Andy Beshear, de Kentucky, Josh Shapiro, da Pensilvânia, e Tim Walz, de Minnesota, o senador Mark Kelly, do Arizona, e o secretário de transportes Pete Buttigieg, de Michigan. A governadora Gretchen Whitmer, de Michigan, recusou a indicação, enquanto o governador Roy Cooper, da Carolina do Norte, retirou seu nome da consideração durante a avaliação.
Harris escolheu Walz como seu companheiro de chapa em 6 de agosto e a chapa foi certificada como nomeada na mesma noite.

## Plataforma
Em 9 de julho, o Comitê de Plataforma da convenção realizou uma audiência na qual houve um apelo para o fim da ajuda militar do governo estadunidense ao governo de Israel. No dia 11 de julho, o comitê realizou uma reunião para elaborar a plataforma do partido. Embora tenha removido menções ao Black Lives Matter, incluiu a reforma da polícia e o estudo de reparações. O comitê também removeu uma menção ao Medicare for All, mas pediu o fim da dívida médica. A minuta com a plataforma do partido foi apresentada para aprovação, no dia 16 de julho.

### Disposições notáveis
A plataforma foi elaborada antes da retirada de Biden e se refere principalmente à presidência de Biden, embora também mencione Harris.
O rascunho não incluiu um pedido para acabar com a ajuda militar a Israel, em vez disso, pediu um cessar-fogo imediato e duradouro entre Israel e o Hamas. Também pedia o aumento de um imposto de renda bilionário, a redução dos custos de creches para famílias de baixa renda, a codificação de Roe v. Wade após a decisão da Suprema Corte de 2022 de anulá-la, o avanço dos direitos de voto, a proibição de armas de assalto e a expansão da Previdência Social e do Medicare.
A plataforma de 2024 não solicita a declaração de uma emergência climática nacional nem propõe a proibição do fracking, mas apoia o uso de veículos elétricos e o investimento em energia limpa.
Além disso, a plataforma se opõe ao desfinanciamento da polícia e, pela primeira vez desde 2004, não faz menção à pena de morte. Ela defende a reclassificação da cannabis em nível federal, permitindo que os estados a legalizem, e apoia a reforma da imigração juntamente com medidas de segurança nas fronteiras.

## Cronograma

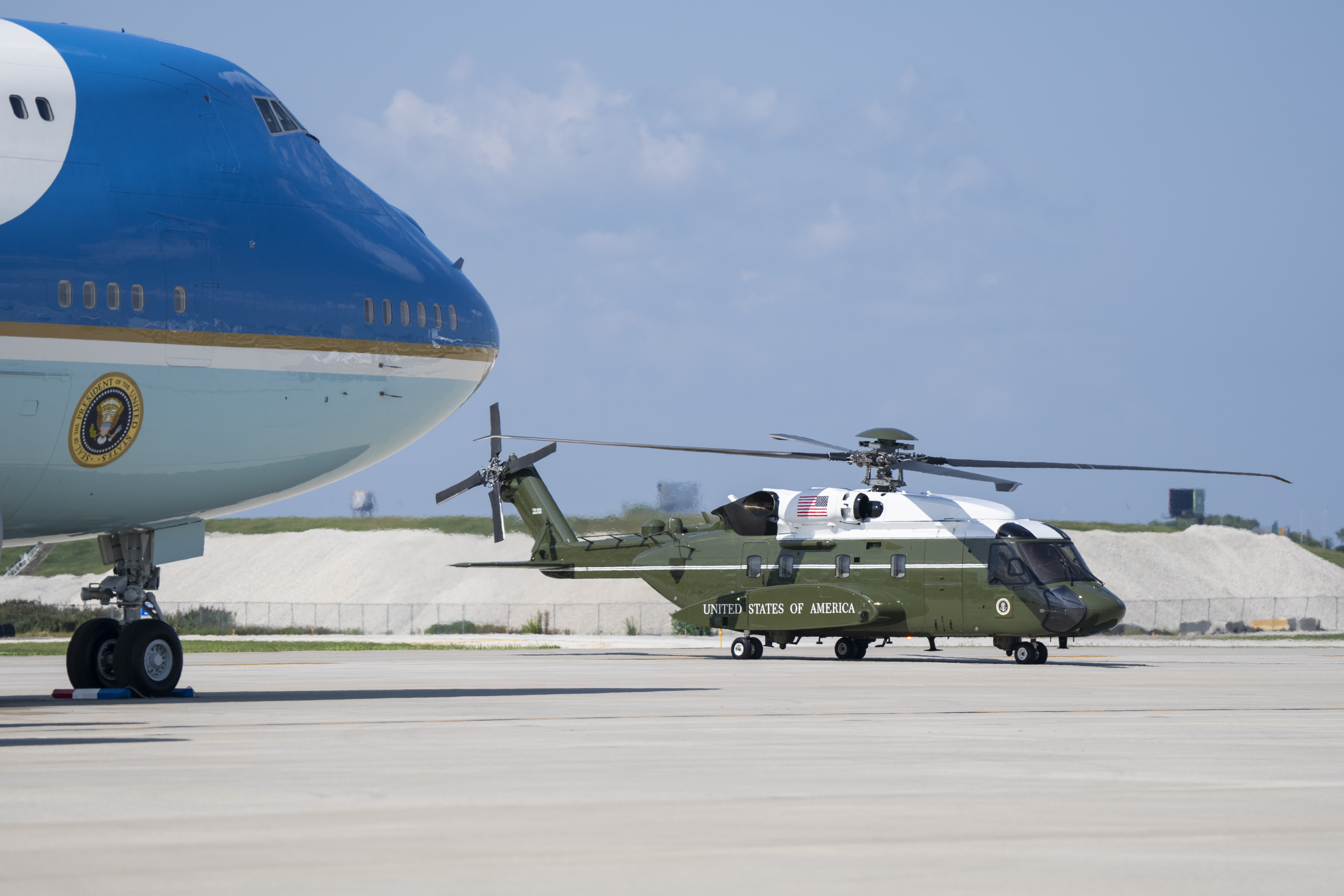
O Marine One, transportando Joe e Jill Biden, em Chicago, antes da noite de abertura da convenção, em 19 de agosto.

O centro de convenções McCormick Place (com segurança mais leve) sediou dezenas de exposições, reuniões e recepções, principalmente durante o dia, e o United Center (com segurança pesada) sediou as sessões oficiais de negócios e os principais palestrantes.
Além disso, em 20 de agosto - antes do horário de início dos discursos do horário nobre da convenção - Harris e Walz apareceram e falaram em um comício de campanha relacionado dentro do Fiserv Forum em Milwaukee, Wisconsin.
Como na convenção do Partido Democrata em 2020, cada programa noturno contou com um apresentador famoso.

## Discursos

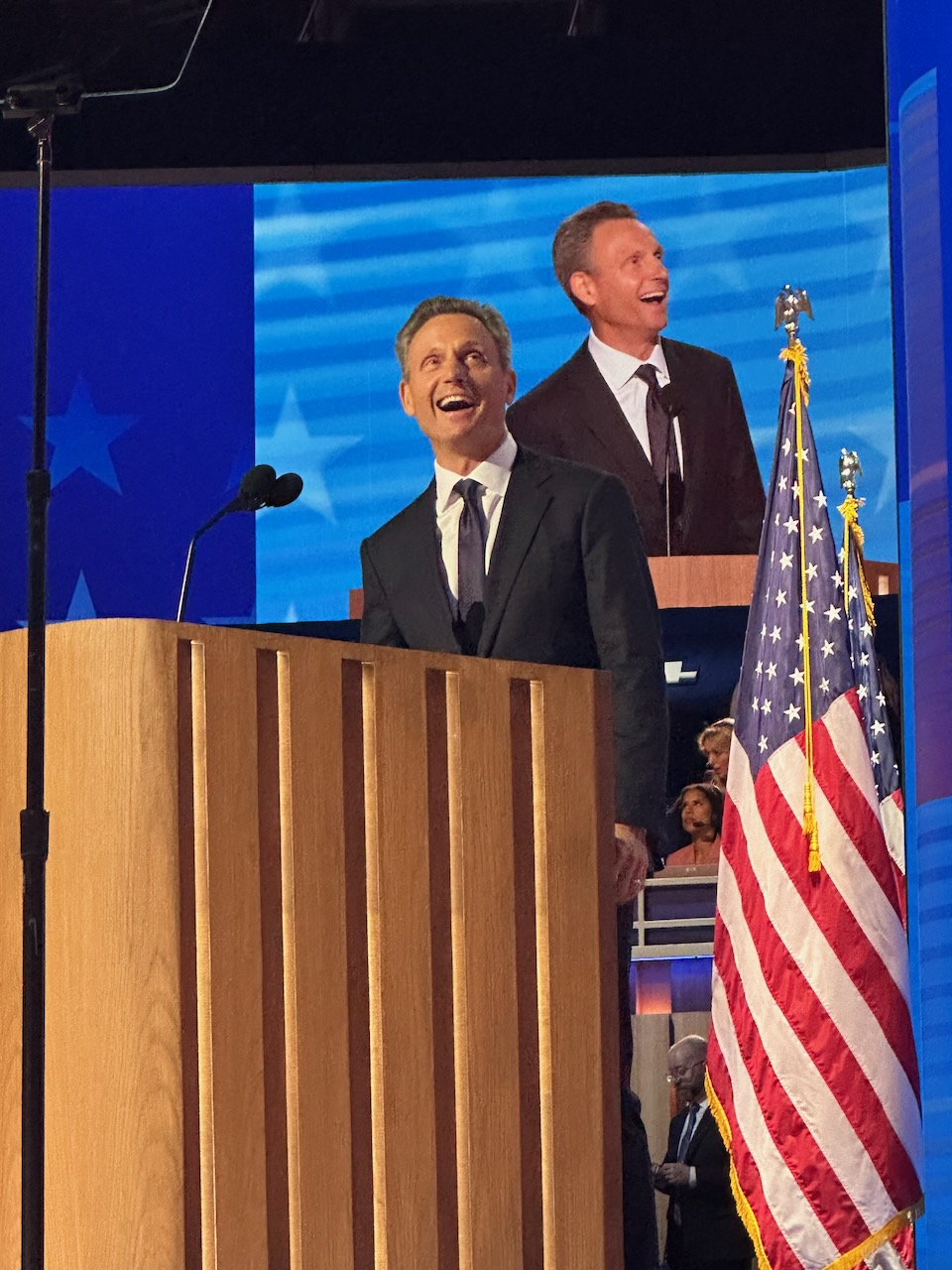
O ator Tony Goldwyn apresentou a primeira noite da Convenção Nacional Democrata de 2024.

### Dia 1
A primeira noite foi comandada pelo ator e diretor Tony Goldwyn e incluiu apresentações musicais de Mickey Guyton e Jason Isbell. O evento incluiu homenagens ao presidente Joe Biden, que fez o discurso de encerramento na segunda-feira. Alexandria Ocasio-Cortez, Hillary Clinton, e a primeira-dama Jill Biden e sua filha Ashley discursaram. Harris fez uma breve aparição surpresa no palco para homenagear Biden e dar as boas-vindas aos participantes. A plataforma do partido, elaborada pelos delegados no Comitê de Plataforma, foi adotada pelo corpo completo de delegados por voto de voz.
Mote: 'Para as pessoas'.
| Ordem dos discursos                                       | Ordem dos discursos             | Ordem dos discursos | Ref.    |
| --------------------------------------------------------- | ------------------------------- | --- | ------- |
|                                                           | Minyon Moore                    | Presidente permanente da Convenção Nacional Democrata [en] | [ 133 ] |
|                                                           | Jaime Harrison                  | Chefe do Comitê Nacional Democrata (2021–presente) | [ 134 ] |
| Observações                                               |                                 | |         |
|                                                           | Brandon Johnson                 | Prefeito de Chicago (2023–presente) | [ 135 ] |
|                                                           | Jaime Harrison                  | Chefe do Comitê Nacional Democrata (2021–presente) | [ 134 ] |
|                                                           | Peggy Flanagan                  | Tenente Governador de Minnesota [en] (2019–presente) | [ 136 ] |
|                                                           | Maxine Waters                   | Deputada pelo 43.º Distrito Congressional da Califórnia (1991–presente) | [ 137 ] |
|                                                           | Derrick Johnson                 | Presidente da Associação Nacional para o Progresso de Pessoas de Cor | [ 138 ] |
|                                                           | Melanie L. Campbell             | Presidente da Coalizão Nacional sobre Participação Cívica Negra. | [ 139 ] |
| Comitê de credenciais                                     |                                 | |         |
|                                                           | Marcia Fudge                    | Copresidente do Comitê de Credenciais do Comitê Nacional Democrata 18º Secretaria de Habitação e Desenvolvimento Urbano dos Estados Unidos (2021-2024) Deputada por Ohio pelo 11.º Distrito Congressional de Ohio [en] (2008–2021) | [ 140 ] |
|                                                           | James Roosevelt                 | Copresidente do Comitê de Credenciais do Comitê Nacional Democrata Neto de Franklin D. Roosevelt | [ 141 ] |
| Rules and bylaws committee                                |                                 | |         |
|                                                           | Leah D. Daughtry                | Copresidente do Comitê de Regras e Estatutos do Comitê Nacional Democrata | [ 142 ] |
| Platform committee                                        |                                 | |         |
|                                                           | Mitch Landrieu                  | Copresidente do Comitê de Plataforma do Comitê Nacional Democrata 61º prefeito de Nova Orleães (2010-2018) 51º vice-governador da Luisiana (2004-2010)                                                                             | [ 143 ] |
|                                                           | Regina Romero                   | Copresidente do Comitê de Plataforma do Comitê Nacional Democrata 42º prefeito de Tucson (2019–presente) | [ 144 ] |
| Remarks                                                   |                                 | |         |
|                                                           | Lauren Underwood                | Deputada dos EUA pelo 14.º Distrito Congressional de Illinois [en](2019–presente) | [ 145 ] |
|                                                           | Robert Garcia                   | Deputado pelo 47.º Distrito Congressional da Califórnia (2023–presente) | [ 146 ] |
|                                                           | Brian Wallach e Sandra Abrevaya | Co-fundadores da I AM ALS | [ 147 ] |
|                                                           | Dick Durbin                     | Senador por Illinois (1997–presente) | [ 148 ] |
|                                                           | Joyce Beatty                    | Deputada pelo 3º distrito congressional de Ohio [en] (2013–presente) | [ 149 ] |
|                                                           | Lee Saunders                    | Presidente da Federação Americana de Funcionários Estaduais, do Condado e Municipais(AFSCME) | [ 150 ] |
|                                                           | April Verrett                   | Presidente do Sindicato Internacional dos Empregados de Serviços (SEIU) | [ 151 ] |
|                                                           | Brent Booker                    | Presidente Geral do Sindicato Internacional dos Trabalhadores da América do Norte [en] (LIUNA) | [ 151 ] |
|                                                           | Kenneth W. Cooper               | Presidente Internacional da Irmandade Internacional dos Eletricistas [en] (IBEW) | [ 151 ] |
|                                                           | Claude Cummings Jr.             | Presidente da organização sindical Trabalhadores de Comunicações da América [en] (CWA) | [ 151 ] |
|                                                           | Liz Shuler                      | Presidente da AFL-CIO | [ 151 ] |
|                                                           | Karen Bass                      | Prefeita de Los Angeles (2022–presente) Deputada (2011–2022) Deputada estadual da Califórnia (2008–2010) | [ 152 ] |
| Mickey Guyton performs her song "All American"            |                                 | |         |
|                                                           | Austin Davis                    | Tenente Governador de Pensilvânia (2023–presente) | [ 153 ] |
|                                                           | Sara Rodriguez                  | 46º Tenente Governador de Winscosin (2023–presente) | [ 154 ] |
|                                                           | Lina Hidalgo                    | Juiza do Condado de Harris, no Texas (2019–presente) | [ 155 ] |
|                                                           | Eleni Kounalakis                | Tenente Governadora da Califórnia (2019–presente) | [ 156 ] |
|                                                           | Mallory McMorrow                | Membro do Senado de Michigan (2019-presente) e líder da maioria | [ 157 ] |
|                                                           | Laphonza Butler                 | Senador dos EUA pela Califórnia (2023-presente) | [ 158 ] |
| Jason Isbell performs his song "Something More Than Free" |                                 | |         |
|                                                           | Gina Raimondo                   | Secretária de Comércio dos Estados Unidos (2021-presente) Governadora de Rhode Island (2015–2021) | [ 159 ] |
|                                                           | Kathy Hochul                    | Governadora de Nova Iorque (2021–presente) | [ 160 ] |
| Primetime                                                 |                                 | |         |
|                                                           | Kamala Harris                   | Vice-presidente dos Estados Unidos (2021–presente) (Aparição surpresa) | [ 161 ] |
|                                                           | Tony Goldwyn                    | Ator e diretor | [ 162 ] |
|                                                           | Steve Kerr                      | Técnico do Golden State Warriors (2014–presente) e do equipe olímpica masculina de basquete dos Estados Unidos em 2024 [en] | [ 163 ] |
|                                                           | Shawn Fain                      | Presidente da United Auto Workers (2023–presente) | [ 164 ] |
|                                                           | Alexandria Ocasio-Cortez        | Deputado pelo 14º distrito congressional de Nova York [en] (2019–presente) | [ 165 ] |
|                                                           | Hillary Clinton                 | Primeira-dama dos Estados Unidos (1993–2001) Senadora por Nova Iorque (2001–2009) Secretária de Estado dos Estados Unidos (2009–2013) Candidato democrata à presidência em 2016                                                    | [ 166 ] |
|                                                           | Jim Clyburn                     | Deputado por 6º distrito congressional da Carolina do Sul [en] (1993–presente) | [ 167 ] |
|                                                           | Jamie Raskin                    | Deputado pelo 8º distrito congressional de Maryland [en] (2017–presente) | [ 168 ] |
|                                                           | Jasmine Crockett                | Deputado pelo 30º distrito congressional do Texas [en] (2023–presente) | [ 169 ] |
|                                                           | Andy Beshear                    | Governador de Kentucky (2019–presente) | [ 170 ] |
|                                                           | Raphael Warnock                 | Senador da Georgia (2021–presente) | [ 171 ] |
|                                                           | Chris Coons                     | Senador de Delaware (2010–presente) | [ 172 ] |
|                                                           | Jill Biden                      | Primeira-dama dos Estados Unidos (2021–presente) | [ 173 ] |
|                                                           | Ashley Biden                    | Assistente social, designer de moda e filha do presidente Joe Biden | [ 173 ] |
|                                                           | Joe Biden                       | 46º Presidente dos Estados Unidos (2021–presente) | [ 174 ] |

### Dia 2

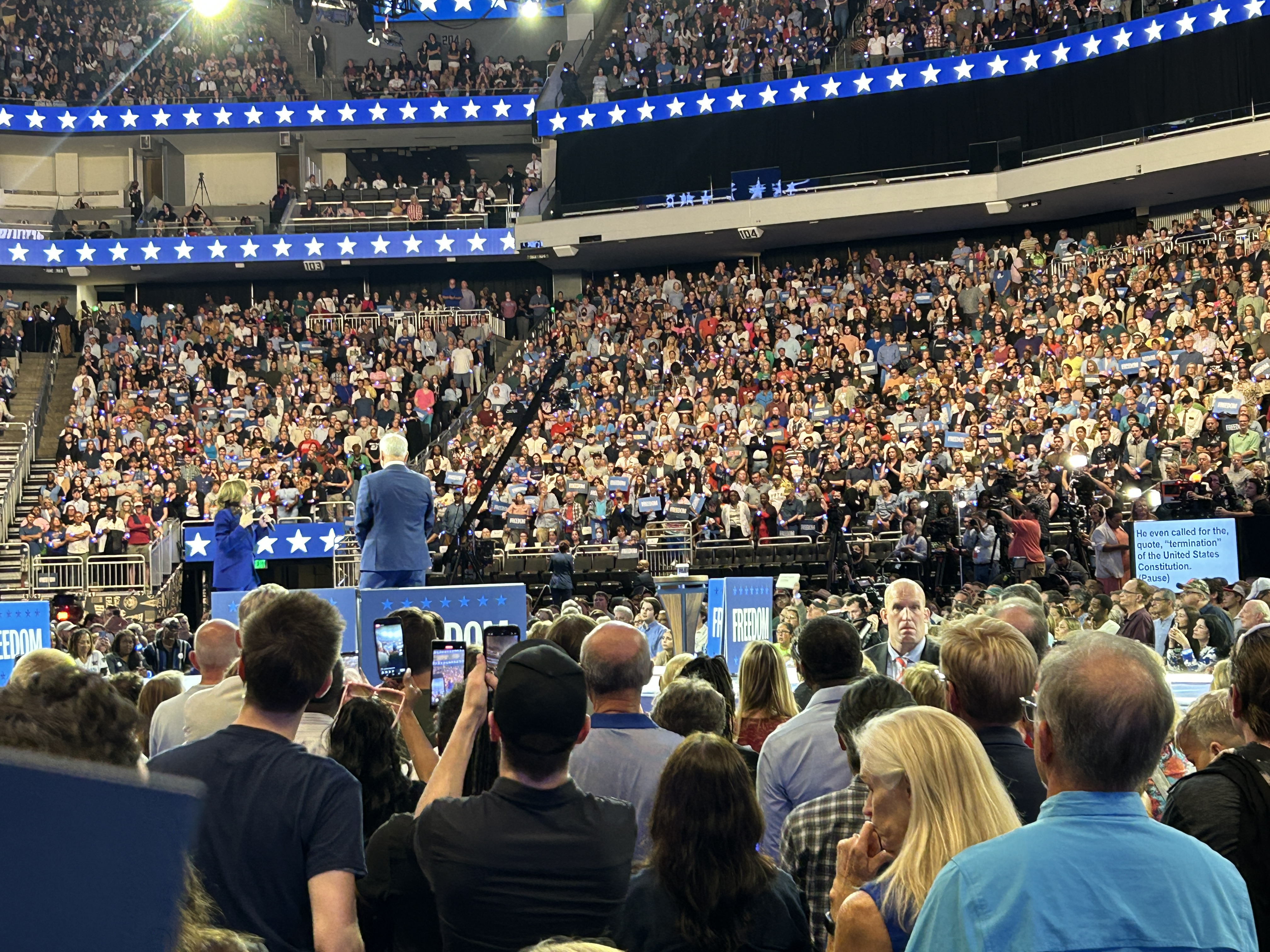
Harris (acompanhada no palco por Walz) discursa para uma multidão durante um comício no Fiserv Forum em Milwaukee, Wisconsin, durante a segunda noite da convenção.

O ponto alto da noite foram os discurso de Michelle Obama e de Barack Obama.
Jason Carter, neto do ex-presidente dos Estados Unidos Jimmy Carter, também fez um discurso nessa noite e homenageou seu avô. Outro neto de presidente, o neto de John F. Kennedy, Jack Schlossberg, também discursou.
Mote: 'Uma visão ousada para o futuro dos Estados Unidos'.
| Palestrante   | Palestrante                                                       | Posição/Notoriedade | Ref.     |
| Abertura      | Abertura                                                          | Abertura | Abertura |
| ------------- | ----------------------------------------------------------------- | --- | -------- |
|               | Jaime Harrison                                                    | Presidente do Comitê Nacional Democrata (2021–presente) |          |
|               | Mitch Landrieu                                                    | Co-presidente do Comitê de Plataforma do Comitê Nacional Democrata 61º prefeito de Nova Orleães (2010–2018) 51º Tenente Governador da Louisiana (2004–2010)   | [ 178 ]  |
| Comentários   |                                                                   | |          |
|               | Jason Carter                                                      | Ex-membro do Senado do Estado da Geórgia (2010-2015) Neto de Jimmy Carter Ex-candidato democrata na eleição para governador do estado da Geórgia em 2014 [en] | [ 178 ]  |
|               | Jack Schlossberg                                                  | Neto do ex-presidente dos EUA John F. Kennedy | [ 178 ]  |
|               | Malcolm Kenyatta                                                  | Membro da Câmara dos Deputados da Pensilvânia [en] (2019–presente)                                                                                            | [ 178 ]  |
|               | Stephanie Grisham                                                 | Porta-voz da Casa Branca (2019–2020, Republicana) | [ 179 ]  |
|               | Nabela Noor                                                       | Criadora de conteúdo | [ 178 ]  |
|               | Gary Peters                                                       | Senador dos Estados Unidos por Michigan (2015–presente) | [ 178 ]  |
| Horário Nobre |                                                                   | |          |
|               | Kamala Harris (comentários entregues remotamente do Fiserv Forum) | Candidata à presidência | [ 180 ]  |
|               | Ana Navarro                                                       | Estrategista política e comentarista (Republicana) | [ 181 ]  |
|               | Chuck Schumer                                                     | Senador dos Estados Unidos por Nova Iorque [en] (1999–presente)                                                                                               | [ 182 ]  |
|               | Bernie Sanders                                                    | Senador dos Estados Unidos por Vermont [en] (2007–presente, Independente)                                                                                     | [ 183 ]  |
|               | J. B. Pritzker                                                    | Governador de Illinois (2019–presente) | [ 184 ]  |
|               | Kenneth Chenault                                                  | Ex-Presidente da American Express (2001–2018) | [ 178 ]  |
|               | Michelle Lujan Grisham                                            | Governador do Novo México (2019–presente) | [ 182 ]  |
|               | Angela Alsobrooks                                                 | Política do Condado de Prince George's (2018–presente) | [ 185 ]  |
|               | John Giles                                                        | Prefeito de Mesa, Arizona (2014–presente, Republicano) | [ 186 ]  |
|               | Tammy Duckworth                                                   | Senador dos Estados Unidos por Illinois [en] (2017–presente)                                                                                                  | [ 187 ]  |
|               | Doug Emhoff                                                       | Segundo-cavalheiro dos Estados Unidos (2021–presente) Cônjuge da candidata à presidência                                                                      | [ 188 ]  |
|               | Michelle Obama                                                    | Primeira-dama dos Estados Unidos (2009–2017) | [ 189 ]  |
|               | Barack Obama                                                      | 44º Presidente dos Estados Unidos (2009–2017) | [ 190 ]  |

### Dia 3
A terceira noite foi apresentada pela atriz Mindy Kaling e contou com apresentações de Stevie Wonder e John Legend. O governador de Minnesota, Tim Walz, candidato à vice-presidência, fez seu discurso de aceitação. 
Mote: 'Uma luta por nossas liberdades'.
| Palestrante   | Palestrante                  | Posição/Notoriedade | Ref     |
| ------------- | ---------------------------- | --- | ------- |
|               | Cory Booker                  | Senador dos Estados Unidos por Nova Jérsia [en] (2013–presente)                                                                               | [ 193 ] |
|               | Mini Timmaraju               | Presidente do Liberdade reprodutiva para todos [en] (2021–presente)                                                                           | [ 194 ] |
|               | Alexis McGill Johnson        | Presidente da Federação de Paternidade Planejada da América (2019–presente)                                                                   | [ 195 ] |
|               | Cecile Richards              | Ex-Presidente de Federação de Paternidade Planejada da América (2006–2018)                                                                    | [ 196 ] |
|               | Kelley Robinson              | Presidente da Human Rights Campaign (2022–presente)                                                                                           | [ 197 ] |
|               | Jessica Mackler              | Presidente da EMILY's List [en] (2023–presente)                                                                                               | [ 198 ] |
|               | María Teresa Kumar           | Presidente e CEO de Voto Latino [en] | [ 199 ] |
|               | Tom Suozzi                   | Deputado por 3º distrito congressional de Nova York [en] (2017–2023, 2024–presente)                                                           | [ 200 ] |
|               | Aftab Pureval                | Prefeito de Cincinnati, Ohio (2022–presente)                                                                                                  | [ 201 ] |
|               | Cavalier Johnson             | Prefeito de Milwaukee, Wisconsin (2021–presente)                                                                                              | [ 202 ] |
|               | Lisa Blunt Rochester         | Deputada por Distrito congressional geral de Delaware [en] (2017–presente)                                                                    | [ 203 ] |
|               | Grace Meng                   | Deputada por 6º distrito congressional de Nova York [en] (2013–presente)                                                                      | [ 204 ] |
|               | Jared Polis                  | Governador do Colorado (2019–presente) | [ 205 ] |
|               | Debbie Wasserman Schultz     | Deputada por 25º distrito congressional da Flórida [en] (2005–presente) Ex-Presidente do Comitê Nacional Democrata                            | [ 205 ] |
|               | Suzan DelBene                | Deputada por 1º distrito congressional de Washington [en] (2012–presente) Presidente do Comitê de Campanha do Congresso Democrata             | [ 205 ] |
|               | Keith Ellison                | Procurador-Geral de Minnesota (2019–presente)                                                                                                 | [ 205 ] |
|               | Dana Nessel                  | Procuradora-Geral de Michigan (2019–presente)                                                                                                 | [ 205 ] |
|               | Rachel Goldberg e John Polin | Pais de Hersh Goldberg-Polin [en], um estadunidense de ascendência israelita [en] sequestrado pelo Hamas no ataque de 7 de outubro de 2023    | [ 206 ] |
|               | Veronica Escobar             | Deputada por 16º distrito congressional do Texas [en] (2019–presente)                                                                         | [ 205 ] |
|               | Chris Murphy                 | Senador dos Estados Unidos por Connecticut (2013–presente)                                                                                    | [ 207 ] |
|               | Javier Salazar               | Xerife do Condado de Bexar (2017–presente) | [ 208 ] |
|               | Pete Aguilar                 | Deputado por 33.º Distrito Congressional da Califórnia (2015–presente)                                                                        | [ 205 ] |
|               | Carlos Eduardo Espina        | Ativista de imigração e criador de conteúdo                                                                                                   | [ 209 ] |
|               | Olivia Troye                 | Ex-funcionária do governo Trump (Republicana)                                                                                                 | [ 210 ] |
|               | Geoff Duncan                 | Ex-Vice-Governador da Geórgia (2019–2023; Republicano)                                                                                        | [ 211 ] |
|               | Bennie Thompson              | Deputado por 2º distrito congressional do Mississippi [en] (1993–presente)                                                                    | [ 212 ] |
|               | Aquilino Gonell              | Ex-oficial da Polícia do Capitólio dos EUA | [ 205 ] |
|               | Andy Kim                     | Deputado por 3º distrito congressional do Mississippi [en] (2019–presente)                                                                    | [ 213 ] |
|               | Olivia Julianna              | Ativista | [ 214 ] |
|               | Stevie Wonder                | Músico | [ 215 ] |
|               | Kenan Thompson               | Comediante | [ 216 ] |
| Horário Nobre |                              | |         |
|               | Mindy Kaling                 | Atriz, escritora, comediante | [ 217 ] |
|               | Hakeem Jeffries              | Deputado por 8º distrito congressional de Nova York [en] (2013–presente)                                                                      | [ 207 ] |
|               | Bill Clinton                 | 42º Presidente dos Estados Unidos (1993–2001)                                                                                                 | [ 218 ] |
|               | Nancy Pelosi                 | Presidente da Câmara dos Representantes dos EUA (2007–2011; 2019–2023) Deputada por 11.º Distrito Congressional da Califórnia (1987–presente) | [ 219 ] |
|               | Lateefah Simon               | Membro da diretoria do Distrito de Trânsito Rápido da Área da Baía [en] (2016–presente)                                                       | [ 220 ] |
|               | Tony West                    | Ex-Procurador-Geral Adjunto dos EUA (2012–2014) Cunhado da candidata presidencial                                                             | [ 221 ] |
|               | Catherine Cortez Masto       | Senador dos Estados Unidos por Nevada (2017–presente)                                                                                         | [ 207 ] |
|               | Josh Shapiro                 | Governador da Pensilvânia (2023–presente) | [ 222 ] |
|               | Amanda Gorman                | Poetisa e ativista | [ 223 ] |
|               | Oprah Winfrey                | Apresentadora de TV (Independente) | [ 218 ] |
|               | Wes Moore                    | Governador de Maryland (2023–presente) | [ 185 ] |
|               | Pete Buttigieg               | Secretário de Transportes dos Estados Unidos (2021–presente) Ex-Prefeito de South Bend (2012–2020)                                            | [ 224 ] |
|               | Amy Klobuchar                | Senadora dos Estados Unidos por Minnesota (2007–presente)                                                                                     | [ 207 ] |
|               | Tim Walz                     | Candidato a vice-presidente Governador de Minnesota (2019–presente)                                                                           | [ 225 ] |

### Dia 4
A noite final foi apresentada pela atriz Kerry Washington. A candidata à presidência, a vice-presidente Harris, fez seu discurso de aceitação.
Mote: 'Para o nosso futuro'.
| Palestrante | Palestrante                                   | Posição/Notoriedade | Ref     |
| ----------- | --------------------------------------------- | --- | ------- |
|             | Kerry Washington                              | Atriz | [ 162 ] |
|             | Veronica Escobar                              | Deputado dos EUA do 16º distrito congressional do Texas [en] (2019–presente) | [ 227 ] |
|             | Becky Pringle                                 | Presidente da National Education Association(2020–presente) | [ 227 ] |
|             | Randi Weingarten                              | Presidente da Federação Americana de Professores [en] (2008–presente) | [ 228 ] |
|             | Alex Padilla                                  | Senador pela Califórnia nos Estados Unidos [en] (2021–presente) | [ 229 ] |
|             | Marcia Fudge                                  | 18º Secretaria de Habitação e Desenvolvimento Urbano dos Estados Unidos (2021-2024)                                                                                               | [ 229 ] |
|             | Ted Lieu                                      | Deputado dos EUA do 36.º Distrito Congressional da Califórnia (2015–presente) | [ 230 ] |
|             | Tammy Baldwin                                 | Senadora por Wisconsin nos Estados Unidos [en] (2013–presente) | [ 231 ] |
|             | Katherine Clark                               | Deputado dos EUA do 5º distrito congressional de Massachusetts [en] (2013–presente)                                                                                               | [ 232 ] |
|             | Joe Neguse                                    | Deputado dos EUA do 2º distrito congressional do Colorado [en] (2019–presente) | [ 230 ] |
|             | Leonardo Williams                             | Prefeito de Durham, Carolina do Norte (2023–presente) | [ 227 ] |
|             | Raja Krishnamoorthi                           | Deputado dos EUA do 8º distrito congressional de Illinois [en] (2017–presente) | [ 233 ] |
|             | Bob Casey Jr.                                 | Senador pela Pensilvânia nos Estados Unidos [en] (2007–presente) | [ 234 ] |
|             | Elizabeth Warren                              | Senadora por Massachusetts nos Estados Unidos [en] (2013–presente) | [ 235 ] |
|             | Jason Crow                                    | Deputado dos EUA do 6º distrito congressional do Colorado [en] (2019–presente) | [ 236 ] |
|             | Elissa Slotkin                                | Deputado dos EUA do 7º distrito congressional de Michigan [en] (2019–presente) Candidata Democrata ao Eleição de 2024 para o Senado dos Estados Unidos em Michigan [en]           | [ 237 ] |
|             | Pat Ryan                                      | Deputado dos EUA do 18º distrito congressional de Nova York [en] (2022–presente)                                                                                                  | [ 238 ] |
|             | Al Sharpton                                   | Ativista de direitos civis e ministro Batista | [ 239 ] |
|             | Yusef Salaam                                  | Membro do Conselho da Cidade de Nova Iorque pelo 9º distrito (2024–presente) e um dos Cinco Exonerados                                                                            | [ 240 ] |
|             | Korey Wise                                    | Ativista de reforma da justiça criminal e um dos Cinco Exonerados | [ 240 ] |
|             | Lisa Madigan                                  | Ex-Procuradora-Geral de Illinois (2003–2019) | [ 227 ] |
|             | Marc Morial                                   | Presidente da Liga Urbana Nacional dos Estados Unidos [en] (2003–presente) | [ 227 ] |
|             | Maura Healey                                  | Governadora de Massachusetts [en] (2023–presente) | [ 241 ] |
|             | Deb Haaland                                   | Secretária do Interior dos Estados Unidos (2021–presente) Ex-Deputada dos EUA por 1º distrito congressional do Novo México [en] (2019–2021)                                       | [ 242 ] |
|             | Maxwell Frost                                 | Deputado dos EUA do 10º distrito congressional da Flórida [en](2023–presente) | [ 242 ] |
|             | Stephen Curry (discurso entregue remotamente) | Basquetebolista | [ 243 ] |
|             | Shomari Figures                               | Candidato Democrata nas Eleições de 2024 para a Câmara dos Deputados dos Estados Unidos no Alabama [en] no 2.º Distrito Congressional do Alabama                                  | [ 244 ] |
|             | Colin Allred                                  | Deputado dos EUA do 32º distrito congressional do Texas [en] (2019–presente) Candidato Democrata ao Eleições de 2024 para a Câmara dos Deputados dos Estados Unidos no Texas [en] | [ 232 ] |
|             | Meena Harris                                  | Sobrinha da candidata à presidência | [ 227 ] |
|             | Ella Emhoff                                   | Enteada da candidata à presidência | [ 227 ] |
|             | D. L. Hughley                                 | Comediante de stand-up | [ 227 ] |
|             | Lucy McBath                                   | Deputado dos EUA do 7º distrito congressional da Geórgia [en] (2019–presente) | [ 245 ] |
|             | Gabby Giffords                                | Ex-Deputado dos EUA do 8.º Distrito Congressional do Arizona (2007–2012) | [ 245 ] |
|             | Mark Kelly                                    | Senador por Arizona nos Estados Unidos [en] (2020–presente) | [ 229 ] |
|             | Leon Panetta                                  | Ex-Secretário de Defesa dos Estados Unidos (2011–2013) | [ 227 ] |
|             | Ruben Gallego                                 | Deputado dos EUA do 3º distrito congressional do Arizona (2015–presente) Candidato Democrata ao Eleições de 2024 para a Câmara dos Deputados dos Estados Unidos no Arizona [en]   | [ 246 ] |
|             | Gretchen Whitmer                              | Governadora de Michigan (2019–presente) | [ 247 ] |
|             | Eva Longoria                                  | Atriz e diretora | [ 248 ] |
|             | Adam Kinzinger                                | Ex-Deputado do 16º distrito congressional de Illinois [en] (2013–2023; Republicano)                                                                                               | [ 249 ] |
|             | Maya Harris                                   | Irmã da candidata à presidência | [ 227 ] |
|             | Roy Cooper                                    | Governador da Carolina do Norte (2017–presente) | [ 250 ] |
|             | Kamala Harris                                 | Candidata à presidência Vice-Presidente dos Estados Unidos (2021–presente) | [ 251 ] |

## Painéis
O local secundário da convenção foi o centro de convenções McCormick Place, onde houve vários painéis de discussão e comícios.
O primeiro painel sobre direitos palestinos foi realizado pela convenção na segunda-feira, 19 de agosto. Entre os palestrantes estavam Keith Ellison, a co-fundadora do Uncommitted Layla Elabed, o ex-congressista de Michigan Andy Levin [en], James Zogby [en], a organizadora do Partido Democrata Hala Hijazi e a cirurgiã pediátrica Tanya Haj-Hassan.

## Protestos e manifestações
Chicago abriga o maior enclave étnico palestino do país, também conhecido como “Pequena Palestina”, e Chicago é a maior cidade dos EUA a aprovar uma resolução de cessar-fogo sobre a guerra entre Israel e Hamas. Um manifestante anônimo descreveu a escolha de levar a convenção para lá como um “tapa na cara”.
O primeiro dos sete protestos permitidos ocorreu no domingo. Centenas de pessoas marcharam ao longo da Michigan Avenue até o Grant Park.

### Segunda
Os protestos, organizados em torno de uma coalizão de 200 grupos denominada March On the DNC, representavam causas como liberdade reprodutiva, justiça racial e oposição ao papel dos EUA na guerra israelense contra Gaza por meio de um embargo de armas, e se reuniram no Union Park antes de prosseguir com a marcha. O Campanha de direitos humanos econômicos das pessoas pobres [en] fez uma manifestação no Humboldt Park.
A multidão permaneceu em grande parte pacífica e foi observada como sendo “significativamente menor do que o previsto”. Os organizadores planejaram mais de 30 mil pessoas, mas parece que “apenas alguns milhares compareceram ao Union Park”. Os organizadores alegaram um comparecimento de 15.000 pessoas, mas, de acordo com a BBC, o comparecimento real parece ter sido menor. A agência de notícias Reuters estimou que o comparecimento foi de “vários milhares”. Um portão de segurança foi derrubado. Mais tarde, alguns manifestantes que retornaram ao Union Park começaram a montar um acampamento de barracas, mas foram pacificamente dispersos pela polícia.
Na convenção, na segunda-feira, durante o discurso de Joe Biden, os delegados de Connecticut, Michigan e Flórida estenderam uma faixa com os dizeres “STOP ARMING ISRAEL” e foram escoltados para fora do prédio.
Joe Biden disse que os manifestantes “nas ruas têm razão” durante seu discurso. Os cantos incluíam “ Do rio ao mar, a Palestina será livre”, “Acabem com a ocupação agora!” e “O mundo inteiro está assistindo! “: um aceno simbólico aos protestos contrários a Guerra do Vietnã  que ocorreram quando a DNC estava em Chicago na 1968.

### Terça
No segundo dia de protesto, uma camada adicional de cercas foi substituída durante a noite. Um grupo chamado Behind Enemy Lines planejou um protesto no Consulado de Israel em Chicago. Os panfletos do evento diziam: “Make it great like '68! Shut down the DNC for Gaza." Um organizador do Code Pink [en] desenrolou uma faixa no chão da convenção que dizia 'Palestina Livre'.
Durante a chamada cerimonial dos delegados no plenário da convenção para decidir o candidato do Partido Democrata à presidência, dezenas de delegados votaram “Presente” como um voto de protesto. Alguns desses delegados expressaram publicamente que votaram dessa forma para manifestar frustração com a maneira como o governo Biden-Harris lidou com a guerra em Gaza. Os delegados que votaram “Presente” tiveram seus votos expressos em voz alta pelas delegações estaduais durante a chamada nominal. Embora notavelmente, o Partido Democrata de Kentucky foi a única delegação estadual que não anunciou seus votos “presentes” na chamada nominal.

### Quarta
Um café da manhã para delegados em um hotel próximo foi interrompido quando indivíduos desconhecidos colocaram larvas na comida.  Organizadores do CODEPINK interromperam um almoço para mulheres senadoras em um restaurante próximo. Um protesto pró-Israel ocorreu no Union Park, enquanto mil manifestantes favoráveis a Palestina marcharam em frente ao local.
Um painel patrocinado pela ExxonMobil e organizado pela Punchbowl News sobre mudanças climáticas em um hotel no centro de Chicago, com a participação da representante dos EUA Lizzie Fletcher, do Texas, e de um executivo da Exxon, foi interrompido quando os ativistas ganharam acesso e gritaram bem alto sobre o histórico de enganação e obstrução climática da Exxon.
Quando o Movimento Nacional Não Comprometido [en] foi informado de que o DNC não permitiria um palestrante palestino, os delegados do movimento organizaram uma manifestação do lado de fora da convenção. Os ativistas pediram novamente um embargo de armas a Israel e enfatizaram o sofrimento das crianças em Gaza. Um delegado de Michigan disse que sua estratégia era trabalhar inicialmente dentro da hierarquia democrata e que era frustrante que a campanha de Harris tivesse negado seus pedidos.O grupo foi acompanhado, dentro do perímetro de segurança, por profissionais de saúde, membros do Sindicato dos Professores de Chicago [en], Mulheres muçulmanas para Harris e os representantes dos EUA Summer Lee, Ilhan Omar e Cori Bush. Alexandria Ocasio-Cortez participou pelo FaceTime.

### Quinta
Cerca de 40 delegados do Movimento Nacional Não Comprometido passaram a noite na calçada do lado de fora do United Center e permaneceram lá pela manhã. Os palestino-americanos não tiveram permissão para falar, mas os pais de um refém americano-israelense tiveram. Como resultado, a Mulheres muçulmanas para Harris anunciou que se dissolveria e os delegados não comprometidos foram vistos no Union Center de braços dados, usando keffiyeh palestino [en] e cantando “Cessar-fogo agora". Mais manifestantes bloquearam estradas quando os participantes deixaram a convenção para passar a noite. Alguns gritavam “Somos jovens, somos fortes, vamos nos reunir a noite toda”.

## Participantes notáveis
Além dos palestrantes e artistas notáveis mencionados, outros participantes de destaque na convenção incluem Uzo Aduba, Anthony Anderson, Jacinda Ardern, Sean Astin, Yvette Nicole Brown, Don Cheadle, Misha Collins, Stephen Colbert, Jesse Tyler Ferguson, Mark Hamill, Patti LaBelle, Spike Lee, Eva Longoria, Mandy Patinkin, Busy Philipps, Wendell Pierce, Octavia Spencer, James Taylor e Kerry Washington. O comentarista político Hasan Piker transmitiu sua participação ao vivo através da Twitch. As personalidades conservadoras da internet Charlie Kirk [en] e o ativista de extrema-direita Jack Posobiec [en] também participaram do evento, compartilhando vídeos de suas interações com outros participantes online; os confrontos de Kirk com Piker e Parker Short, presidente dos Jovens Democratas da Geórgia, viralizaram no primeiro dia da convenção.
Nas horas e dias que antecederam a quarta noite da convenção, rumores amplamente circulados online indicavam que um "convidado surpresa" desconhecido estava programado para fazer uma aparição não anunciada. Isso levou a especulações desenfreadas nas redes sociais, com os cantores Beyoncé e Taylor Swift sendo os palpites mais populares. Na tarde de quinta-feira, o tabloide TMZ e o jornal The Hill relataram que Beyoncé se apresentaria, alimentando ainda mais os rumores. O senador republicano Mitt Romney, outro palpite popular, negou nas redes sociais ser o "convidado surpresa", enquanto o Deadline Hollywood relatou que Swift provavelmente não apareceria. Conforme Beyoncé gradualmente se tornou a favorita, a Rolling Stone relatou que as autoridades de Chicago começaram a se preparar para sua chegada não confirmada. Horas após o relatório inicial do TMZ, um representante de Beyoncé disse ao The Hollywood Reporter que a cantora não compareceria à convenção, afirmando que "nunca estava programada para estar lá". Beyoncé, no final das contas, não fez uma aparição, nem houve qualquer "convidado surpresa", embora sua música tenha sido ouvida pelos alto-falantes após o discurso de Harris. Sua ausência continuou sendo um tópico de discussão nas redes sociais após o evento, com alguns comentaristas opinando que isso acabou beneficiando Harris, pois permitiu que ela mantivesse o foco.

### Vídeos
- 2024 Democratic National Convention, Dia 1 — via C-SPAN
- 2024 Democratic National Convention, Dia 2 — via C-SPAN
- 2024 Democratic National Convention, Dia 3 — via C-SPAN
- 2024 Democratic National Convention, Dia 4 — via C-SPAN